# The Blue Mask
The Blue Mask är ett album av rockmusikern Lou Reed, utgivet 1982. Det var hans första efter att ha lämnat Arista Records och gått tillbaka till RCA.
Reed hade till albumet satt ihop ett nytt band och skalat ner instrumentuppsättningen till enbart gitarr, bas och trummor. En märkbar skillnad från flera av hans tidigare soloalbum var frånvaron av keyboardisten Michael Fonfara. Låtarna på skivan går från lugna ballader till det feedback-rika titelspåret. På albumomslaget används samma bild som på skivomslaget till Transformer 1972, men nu med en blå ton.
Albumet nådde som bäst 169:e plats på Billboardlistan. Albumet sålde betydligt bättre i Europa.

## Låtlista
Samtliga låtar skrivna av Lou Reed.	
1. "My House" - 5:21
2. "Women" - 4:55
3. "Underneath the Bottle" - 2:27
4. "The Gun" - 3:37
5. "The Blue Mask" - 5:00
6. "Average Guy" - 3:10
7. "Heroine" - 3:00
8. "Waves of Fear" - 4:10
9. "The Day John Kennedy Died" - 4:05
10. "Heavenly Arms" - 4:45

## Medverkande
- Lou Reed - gitarr, sång
- Doane Perry - trummor
- Robert Quine - gitarr
- Fernando Saunders - bas, sång

## Listplaceringar
| Lista (1982)  | Position            |
| ------------- | ------------------- |
| Frankrike     | 15                  |
| Nederländerna | 28                  |
| Nya Zeeland   | 35                  |
| Sverige       | 17 (Topplistan)     |
| USA           | 169 (Billboard 200) |